# Teremia Mare
Teremia Mare es una comuna ubicada en el distrito de Timiș, Rumania.

## Superficie
Posee una superficie de 83,65 kilómetros cuadrados.

## Demografía
Hasta 2021 la población era de 3603 habitantes, con una densidad de población de 43,07 habitantes por kilómetro cuadrado.